# Stazione di Arbostella
La stazione di Arbostella è una fermata ferroviaria, in esercizio dal 4 novembre 2013, costruita appositamente per il servizio ferroviario metropolitano di Salerno.

## Servizi
- Biglietteria self service
- Servizi igienici